# Höglunda-Sättsjön
Höglunda-Sättsjön är en sjö i Ragunda kommun i Jämtland och ingår i Indalsälvens huvudavrinningsområde. Sjön har en area på 1,63 kvadratkilometer och ligger 313 meter över havet. Sjön avvattnas av vattendraget Sittån.

## Delavrinningsområde
Höglunda-Sättsjön ingår i det delavrinningsområde (699984-149570) som SMHI kallar för Utloppet av Höglunda-Sittsjön. Medelhöjden är 352 meter över havet och ytan är 15,09 kvadratkilometer. Räknas de 10 avrinningsområdena uppströms in blir den ackumulerade arean 129,55 kvadratkilometer. Sittån som avvattnar avrinningsområdet har biflödesordning 2, vilket innebär att vattnet flödar genom totalt 2 vattendrag innan det når havet efter 152 kilometer. Avrinningsområdet består mestadels av skog (71 procent). Avrinningsområdet har 1,68 kvadratkilometer vattenytor vilket ger det en sjöprocent på 11,1 procent.